# Les Randonneurs à Saint-Tropez
Pour les articles homonymes, voir Tropez.
Série
Les Randonneurs
(1997)
Pour plus de détails, voir Fiche technique et Distribution.
Les Randonneurs à Saint-Tropez est une comédie franco-belge réalisée par Philippe Harel, sortie en 2008. Il s'agit d'une suite du film Les Randonneurs.

## Synopsis
Dix ans après leurs vacances en Corse, Mathieu Lacaze (Vincent Elbaz), son frère ainé Louis (Philippe Harel), Coralie « Cora » (Karin Viard) et Nadine Moulin (Géraldine Pailhas) décident de repartir en vacances ensemble sur la Côte d'Azur. Louis dirige un magasin de photocopies à Paris et emploie Mathieu. Cora mariée à Jean-Jacques, divorcé qui passe toutes ses vacances à Pornic avec sa sœur muette. Nadine cherche encore le grand amour et doit se contenter de rencontres furtives avec Hervé, collègue marié ayant des enfants.
Le premier jour, ils visitent Saint-Tropez. En soirée, Mathieu s'attarde et retrouve Éric, le guide que lui et les autres ont connu en Corse dix ans auparavant. Éric, heureux de le revoir propose bientôt à Mathieu et au reste de la bande d'être à nouveau leur guide. Ceux-ci découvrent à quel point il s'est enrichi, mais Éric cache certaines choses...

## Fiche technique
- Titre : Les Randonneurs à Saint-Tropez
- Réalisation : Philippe Harel
- Scénario et dialogues : Éric Assous, Sylvie Bourgeois et Philippe Harel
- Musique : Jérôme Rebotier et David Hadjadj
- Photographie : Laurent Machuel
- Montage : Julie Clémencin
- Décors : François Emmanuelli
- Production : Adeline Lecallier
- Sociétés et pays de production :
  -  Belgique : K2 SA
  -  France : Lazennec Films, TF1 Films Production et TF1 International
- Société de distribution : TFM Distribution (France)
- Genre : comédie
- Durée : 102 minutes
- Format : couleur
- Dates de sortie :
  - France et Belgique : 9 avril 2008

## Distribution
- Karin Viard : Coralie « Cora »
- Géraldine Pailhas : Nadine Moulin
- Benoît Poelvoorde : Éric
- Vincent Elbaz : Mathieu Lacaze
- Philippe Harel : Louis Lacaze, frère ainé et employeur de Mathieu
- Cyrielle Clair : Tiffany
- Alain Guillo : Jean-Jacques, mari de Cora
- Sacha Bourdo : Miguel
- Yann Babilée Keogh : Peter Wagner
- Gio Iera : Marco
- Philippe Lefebvre : Hervé
- Philippe Caroit : Paul Herbert
- Cyril Couton : un flic
- David Amsalem : lui-même
- David Clark : touriste américain
- Joel Antunes da Silva : Garçon
- Marc Rioufol : William
- Sylvie Bourgeois : la femme de la crique
- Jacques Bouanich : le gardien des parcs
- Eric Fraticelli : un marseillais
- Laurent Mouton : Camille
- Jean-François Lescurat : le collègue de Nadine
- Anton Yakovlev : le Russe du Panabeach
- Jean-Philippe Ricci : l'autre marseillais

## Musique
Sauf indication contraire, les informations mentionnées dans cette section peuvent être confirmées par le générique de fin de l'œuvre audiovisuelle présentée ici, ainsi que par la base de données cinématographiques IMDb,  présente dans la section « Liens externes ».
- Come Prima par Marino Marini.
- S'aimer Au Soleil de Philippe Tailleferd.
- J'aime regarder les filles par Patrick Coutin.
- Le Freak par Chic.
- Summer in the Studio par Kinobe.
- La Musique dans la boutique par Lionel Payet Pigeon.
- Sofa Rockers par Sofa Surfers.

## Production

### Lieux de tournage
Sauf indication contraire, les informations mentionnées dans cette section peuvent être confirmées par le générique de fin de l'œuvre audiovisuelle présentée ici, ainsi que par la base de données cinématographiques IMDb,  présente dans la section « Liens externes ».
- Île-de-France : Paris, Fontainebleau (forêt) et Studios SETS.
- PACA : Saint-Tropez (aéroport de St-Tropez notamment), Sainte-Maxime, Ramatuelle et La Croix-Valmer.

## Box-office
- 392 594 entrées[Où ?][réf. nécessaire]

## Autour du film
- Un Pilatus PC-12 et un Eurocopter AS 350 sont visibles lors des scènes tournées à l'aéroport de St-Tropez.